# Dominik Landertinger
Dominik Landertinger, född den 13 mars 1988 i Braunau am Inn, är en österrikisk skidskytt som tävlat i världscupen sedan 2007/08.
Landertingers genombrott kom så snabbt som under säsongen 2008/09 då han blev tvåa både vid världscuptävlingarna i Ruhpolding i sprint och i Anterselva i masstart. Han deltog även vid VM 2009 och han vann masstarten före landsmannen Christoph Sumann. I samma VM tog Landertinger en silvermedalj i stafett.
Han har deltagit i tre OS, Vancouver 2010, Sotji 2014 och Pyeongchang 2018. Vid OS 2010 vann han en silvermedalj i stafett. Fyra år senare, 2014, vann han sin första individuella OS-medalj när han kom trea i sprinten över 10 km.
I världscupsammanhang har han en seger, i Chanty-Mansijsk i mars 2010.

## Världscupsegrar (individuellt)
| Datum        | Plats           | Land     | Disciplin |
| ------------ | --------------- | -------- | --------- |
| 27 mars 2010 | Chanty-Mansijsk | Ryssland | Masstart  |